# Ivalo Abelsen
Ivalo Abelsen (født 1971) er en grønlandsk maler og grafiker
Abelsen studerede på Arkitektskolen i Aarhus i Danmark, så på Kunstskolen i Nuuk ( Grønland ), hvor hun Bachelor eksamen i Inuit-Kultur fra.
Ivalo Abelsen arbejder med de grafiske muligheder, i typiske nordiske eller grønlandske materialer. I flere år trækker har hun designet grønlandske frimærker.